# A Mermaid in Lisbon
Albums de Patrick Watson
Wave
(2019) Better in the Shade
(2022)
A Mermaid in Lisbon est le premier EP de Patrick Watson et de son groupe de rock indépendant canadien, sorti le 17 juin 2021 sous le label Secret City Records.
L'EP est chanté en duo avec la chanteuse portugaise Teresa Salgueiro, et est enregistré en collaboration avec le groupe new-yorkais Attacca Quartet,.

## Contexte et production

### Genèse et titre
Patrick Watson a eu l'idée de ces trois titres lors d'un voyage à Lisbonne, alors qu'il se promenait dans les rues de la capitale portugaise,. Il explique le nom de la pièce-titre ainsi :
« […] on a généralement l'impression que les rues [de Lisbonne] chantent ce merveilleux son mélancolique lors de vos promenades, un son qui vous entraîne dans de petites routes sinueuses qui vous donnent l'impression de vous perdre et de ne jamais revenir. D'où le titre de mermaid (sirène). »
Cet EP est représentatif du nouveau travail que Watson veut donner, à savoir des parutions d'albums plus courts et de musique en trois morceaux, dans le but de continuer à capter l'attention du public. En effet, selon Watson cette forme de musique est « assez longue pour créer un monde, mais assez brève pour capter l’attention des gens en cette ère moderne. », et il souhaite évoluer avec cette nouvelle façon de partager de la musique et de raconter des histoires : « [cette façon] a toujours eu un impact sur la façon dont les musiciens abordent l'écriture de leur musique »,,

### Enregitrement
L'EP est enregistré à New York, au Skillman Music Recording Studio, à Montréal, au studio 105, et à Lisbonne, aux Altântico Blue Studios.

### Tonalités
Le dernier titre, Can't Stop Staring At The Sun, exploite des sonorités électroacoustiques et modulaires, et s'inscrit dans la volonté de Watson d'explorer plus en profondeur la musique électronique et modulaire afin de l'utiliser dans ses mélodies — chose concrétisée avec son album suivant, Better in the Shade, qui utilise le synthétiseur modulaire plus que dans tous ses autres albums. Can't Stop Staring At The Sun est, selon Watson, une « une célébration de tout ce merveilleux matériel que j'écoute. »,

### Invités
Collaborent sur cet EP la chanteuse portugaise Teresa Salgueiro, que Watson a découvert à travers la bande originale du film Lisbonne Story de Wim Wenders (1994) et qui a réalisé la traduction du titre Se tu Soubesses, ainsi que le groupe de cordes d'origine new-yorkaise Attacca Quartet que le chanteur canadien a découvert à travers la musique de Caroline Shaw.
Les artworks et graphismes de l'album sont réalisés par Keeyana.

## Sortie de l'EP
Imprévu, l'Extended Play et ses trois titres sort de façon inattendue le 17 juin 2021.

## Liste des titres
| 1.   | Se tu Soubesses               | 0:51 |
| 2.   | A Mermaid in Lisbon           | 3:28 |
| 3.   | Can't Stop Staring At The Sun | 3:47 |
| 8:06 |                               |      |